# Clash of Clans
Clash of Clans er et freemium mobil MMO strategi videospil udviklet og udgivet af Supercell. Spillet var udgivet til iOS 2. august 2012 og på Play Butik 7. oktober 2013.
Spillet er et af de største mobilspil som nogensinde er blevet udgivet. SuperCell har nu publiceret kort udgaven af Clash of Clans, nemlig lillebroren Clash Royale hvor vi ser de samme figurer men nu bare med kort hvor spillet fungerer lidt i samme stil som Heartstone.

## Gameplay
Clash of Clans er et online multiplayer spil hvor man bygger sin village og træner mænd til at plyndre andre spilleres villages for at få guld og elixir. Guld og elixir kan man bruge til at beskytte sin village mod andre spillere ved at opgradere den. Hertil er der et hav af guides som kan bruges til at bygge en base op hurtigst muligt.

## Opdateringer

### "Town Hall 11"
Version 8.67.3 - d. 10. december 2015 -
En af de største Clash of Clans opdateringer nogensinde.